# Шинкорёва, Елена Павловна
Елена Павловна Шинкорёва (1908, Петровское, Московская область — 1988, Краснодар) — передовик советского сельского хозяйства, звеньевая совхоза «Чехрак» Министерства сельского хозяйства СССР, Кошехабльский район Адыгейской автономной области Герой Социалистического Труда (1948).

## Биография
Родилась в 1908 году в посёлке Петровском Щелковского района Московской области, в семье рабочего-ткача. Рано лишилась родителей, батрачила и работала прислугой у богатых людей. После Октябрьской революции  Елену и её сестру направили из голодающей Москвы на Кубань, определили в Дондуковский детский дом ныне Гиагинского района Адыгеи. Здесь она воспитывалась и училась, а когда в станице организовали колхоз, вступила в него, работала рядовой колхозницей.
В 1936 году вместе с мужем Николаем Шинкарёвым Елена уезжает в Хадыженск. Николай работает бурильщиком на нефтепромысле, а Елена — оператором. Николай Лукич с первых дней Великой Отечественной войны ушёл на фронт. Погиб в 1943 году смертью храбрых в битве на Курской дуге.
Елена Павловна трудилась на промысле, трудилась за двоих, чтобы дать больше нефти, в которой остро нуждались фронт и тыл. Но когда фашисты оккупировали Хадыженск, она с детьми перебирается в Дондуковскую, работает в колхозе.
Весной 1943 года поступает на работу в совхоз «Чехрак». В том же году она возглавила полеводческое звено из 12 колхозниц. И здесь, как и на нефтепромыслах, Елена Павловна трудится под девизом «Все для фронта, все для победы!», отдает все силы и энергию, чтобы вырастить больше хлеба, конопли и других сельскохозяйственных культур.
В годы Великой Отечественной войны её звено вырастило сотни тонн пшеницы, кукурузы и других продуктов, а также стебля конопли.
В 1945 году Е. П. Шинкарёва получила первую награду Родины — медаль «За доблестный труд в Великой Отечественной войне 1941—1945 гг.».
В 1947 году звено Е. П. Шинкарёвой собрало невиданный ранее урожай стебля и семян южной конопли, озимой пшеницы. Три звеньевых совхоза «Чехрак» Беликова В. Я., Никитенко Д. П., в том числе Елена Павловна Шинкарёва, и директор совхоза 3. А. Першин были удостоены звания Героя Социалистического Труда.
В Почётной Грамоте Президиума Верховного Совета СССР говорится:

 «Тов. Шинкарева Елена Павловна! За Ваши исключительные заслуги перед государством, выразившиеся в получении в 1947 году урожая стебля южной конопли 66 центнеров и семян южной конопли 7,3 центнера с гектара на площади 8 гектаров, Президиум Верховного Совета СССР своим Указом от 19 мая 1948 года присвоил Вам звание Героя Социалистического Труда с вручением ордена Ленина и золотой медали «Серп и Молот»— Н. Г. Апарин, А.В. Киселёв. Золотые Звёзды Адыгеи. — 2-е изд. доп. дораб.. — Майкоп: ГУП Республиканское издат.-полигр. предприятие Адыгея, 1980. — С. 211—212. — 220 с. — 5000 экз.
В 1950 году Е. П. Шинкарёва переехала в город Хадыженск, много лет она работала пальщицей на кирпичном заводе. За добросовестную и безупречную работу награждена юбилейной медалью «За доблестный труд. В ознаменование 100-летия со дня рождения В. И. Ленина». Награждена медалью участника ВДНХ.
Неоднократно избиралась депутатом Хадыженского городского, Апшеронского и Нефтегорского районных Советов народных депутатов.
В 1968 году ушла на заслуженный отдых. Персональный пенсионер союзного значения, жила в городе Краснодаре.
Умерла и похоронена в 1988 году в Краснодаре.

## Награды
- Золотая медаль «Серп и Молот» (19.05.1948);
- Орден Ленина (19.05.1948);
- Медаль «В ознаменование 100-летия со дня рождения Владимира Ильича Ленина» (06.04.1970)[1];
- Медаль «За доблестный труд в Великой Отечественной войне 1941—1945 гг.»

## Память

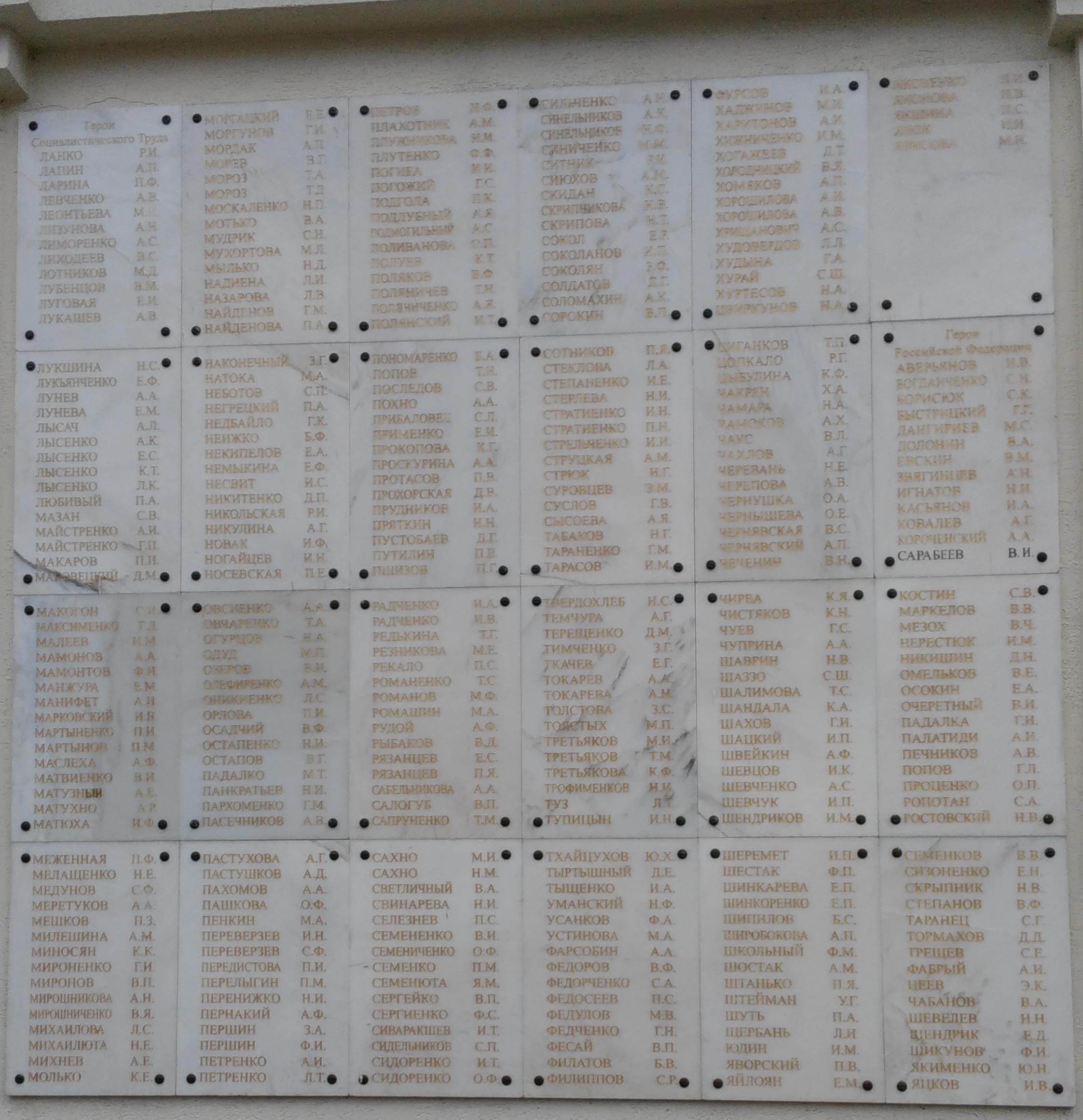
Мемориальная доска с именами Героев Социалистического Труда Кубани и Адыгеи. Краснодар 2017

- На могиле установлен надгробный памятник.
- Имя Героя золотыми буквами вписано на мемориальной доске в Краснодаре.